# Sühnekreuz (Wiesbaum)

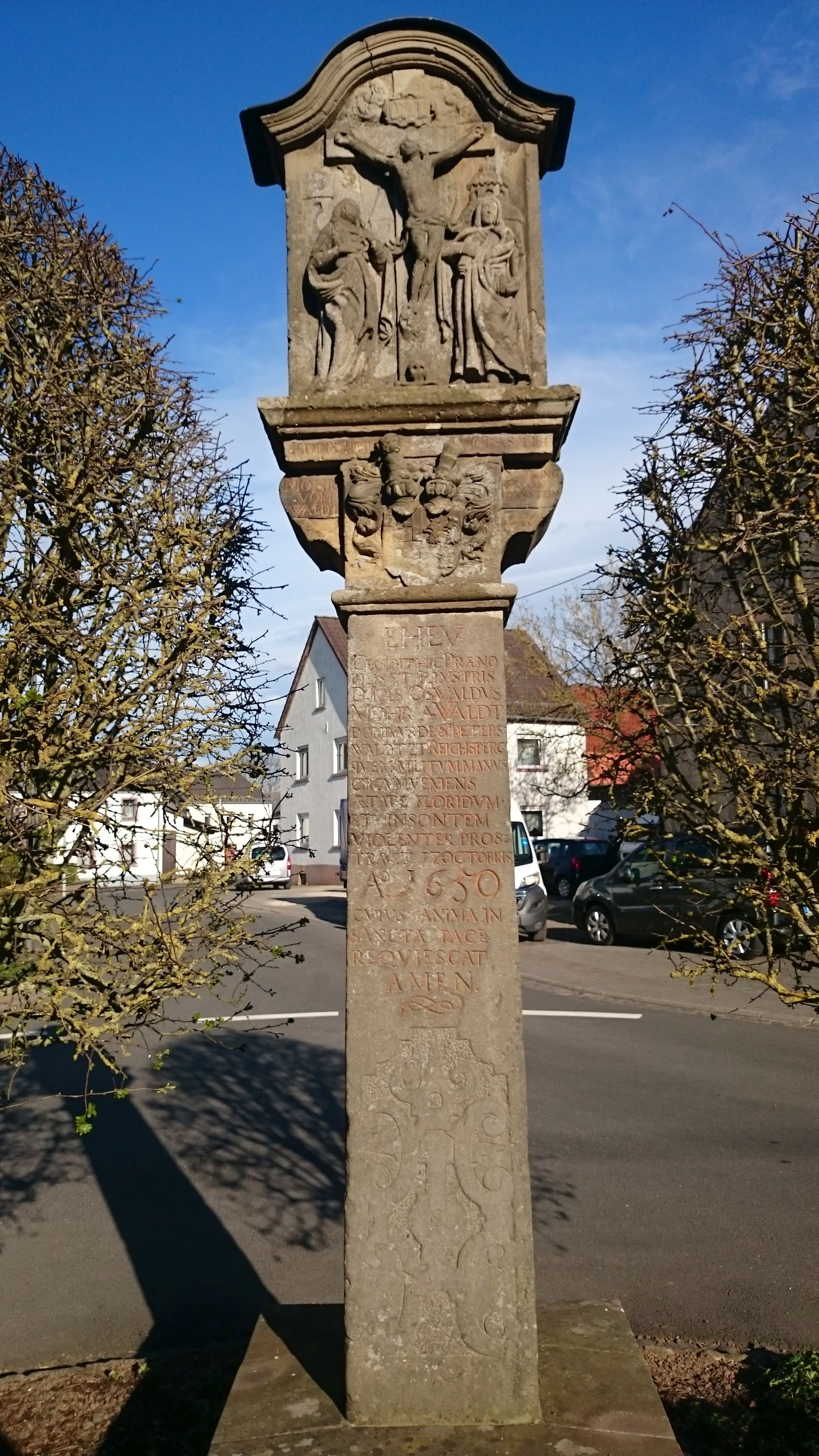
Sühnekreuz in Wiesbaum

Das Sühnekreuz (auch als Ablasskreuz bezeichnet) in Wiesbaum, einer Ortsgemeinde im Landkreis Vulkaneifel in Rheinland-Pfalz, wurde 1650 errichtet. Das Wegkreuz an der Hauptstraße, Ecke Üxheimer Straße, ist ein geschütztes Kulturdenkmal.

## Beschreibung
Das circa 3,70 Meter hohe Sühnekreuz aus Sandstein wurde für den am 17. Oktober 1650 ermordeten Johann Oswald Mohr von Wald errichtet.
Die Inschrift lautet: „EHEU! CECIDIT HIC PRAENOBILIS ET ILLUSTRIS D.JOES OS-WALDUS MOHR A WALDT, DOMINUS DE ST. PETERS-WALDT ET REICHSPERG QUEM MILITUM MANUS CIR-CUM VENIENS AETATE FLO-RIDUM ET INSONTEM VIO-LENTER PROSTRAVIT 17. OC-TOBRIS Aø 1650. CUIUS ANI-MA IN SANCTA PACE RE-QUIESQUATAMEN.“
(Übersetzung: Hier fiel der edle und ehrenwerte Herr Johann Oswald Mohr von Wald, Herr von Sankt Peterswald und Reichsberg, den im blühenden Jünglingsalter umherschweifende Soldatenhand am 17. Oktober 1650 niederstreckte. Seine Seele ruhe in heiligem Frieden. Amen.)
Auf der kurzen Konsolverbreiterung ist links die Inschrift MOHR VOM WALDE und rechts SCHILLING VON LAHNSTEIN sowie das elterliche Allianzwappen der Mohr von Wald und der Schilling von Lahnstein zu sehen. Oben ist die Skulptur des gekreuzigten Erlösers, umgeben von Maria Magdalena und Maria, dargestellt. Als Mahnung ist auf der Steinplatte eingraviert: „HODIE MIHI - CRAS TIBI“ (Heute mir – morgen dir).

## Der Getötete
Johann Oswald Mohr von Wald entstammte dem uradeligen, rheinischen Rittergeschlecht der Mohr von Wald, er  war der Sohn des Paul Dietrich Mohr von Wald, Amtmann zu Echternach und dessen Gattin Anna Catharina geb. Schilling von Lahnstein.
Lothar Friedrich Mohr von Wald (1659–1713), der Sohn seines Cousins, war Domkapitular in Speyer; sein Epitaph mit Familienwappen steht im dortigen Dom.